# Asarum asperum
Asarum asperum är en piprankeväxtart som beskrevs av Maekawa. Asarum asperum ingår i släktet hasselörter, och familjen piprankeväxter. Utöver nominatformen finns också underarten A. a. geaster.